# Тајлер Енис
Тајлер Енис (Брамптону, Онтарио, 24. август 1994) канадски је кошаркаш. Игра на позицији плејмејкера. Његов старији брат Дилан такође се бави кошарком.

## Каријера
Енис је студирао и играо кошарку на Универзитету Сиракјус (2013–2014). На НБА драфту 2014. године одабран је као 18. пик од стране Финикс санса. Званично је потписао уговор са Финиксом 8. августа 2014. Током своје прве сезоне у неколико наврата је ишао на позајмицу у  Бејкерсфилд џем, члана НБА развојне лиге. Дана 15. фебруара 2015. био је део великог трејда између три тима, у којем је он на крају завршио у екипи Милвоки бакса. У септембру 2016. трејдован је у Хјустон рокетсе, да би у фебруару 2017. поново променио средину и прешао у Лос Анђелес лејкерсе. До краја сезоне 2016/17, Енис је на 22 утакмице бележио просечно 7,7 поена у дресу Лејкерса након чега је 26. јула 2017. потписао нови уговор. По окончању такмичарске 2017/18, Лејкерси су га отпустили.
У јулу 2018. потписао је уговор са турским Фенербахчеом. На првенственој утакмици са Бујукчекмеџеом, 21. октобра 2018, Енис је доживео повреду због које ће пропустити остатак сезоне. Забележио је само пет наступа за Фенербахче пре повреде да би у јулу 2019. званично напустио клуб. Наредни ангажман имао је у НБА развојној лиги где је носио дрес екипе Репторса 905. Уследио је повратак у Турску где је наступао прво за Турк Телеком а затим и за Тофаш. У сезони 2023/24. носио је дрес Наполија са којим је италијански Куп. Дана 6. маја 2024. потписао је уговор са Хапоелом из Тел Авива до краја 2023/24. сезоне.

## Репрезентација
Био је део млађих репрезентативних селекција Канаде. На Америчком првенству за јуниоре 2012. године освојио је бронзану медаљу. На Светском првенству 2013. године за овај узраст био је најбољи стрелац такмичења. За сениорску репрезентацију Канаде дебитовао је 2016. године на квалификационом турниру за Олимпијске игре у Рију.

## Успеси

### Клупски
- Фенербахче :
  - Куп Турске (1): 2019.

- Наполи :
  - Куп Италије (1): 2024.